# Beaux Arts Trio
Beaux Arts Trio (с фр. — «трио изящных искусств») — американское фортепианное трио, существовавшее с 1955 по 2008 год. Ансамбль дебютировал 13 июля 1955 года на фестивале в Беркширском музыкальном центре (ныне — Тэнглвудский музыкальный центр) в Леноксе, штат Массачусетс, а последний концерт прошёл там же — 21 августа 2008 года. На протяжении десятилетий музыкальный коллектив записал весь традиционный репертуар фортепианного трио. Среди прочего: все трио венских классиков, Франца Шуберта, Феликса Мендельсона, Иоганнеса Брамса, Антонина Дворжака, трио Габриеля Форе, Мориса Равеля, Энрико Гранадоса и другие. Несколько современных композиторов написали музыку специально для ансамбля (Вольфганг Фортнер, Нед Рорем, Джордж Рочберг). В 2005 году трио отметило свое пятидесятилетие выпуском двух специальных компакт-дисков, на одном из которых были представлены самые популярные записи за долгие годы (лейбл Philips Records), а в другом — специальный (юбилейный) сборник, составленный из новых записей (Warner Records).
На протяжении своего существования в коллективе происходили изменения в составе участников, среди которых неизменным был только его основатель — Менахем Пресслер. Вместе с ним в 1955 году его основали: скрипач Даниэль Гиле и виолончелист Бернард Гринхаус.